# クラウド・ナイン (日本のバンド)
Cloud Nine（クラウド・ナイン）は、日本のヘヴィメタルバンド。2000年結成。2002年にポリスター・レコードよりメジャー・デビュー。その後、徳間ジャパンコミュニケーションズよりファースト・アルバムをリリース。

## メンバー

### 現メンバー
- YAZZ（ボーカル）元レアリティ・シャンディー
- Shu（ギター）リーダー、音楽プロデューサー、Tribal Scream of Phoenix（TSP）
- A-Joe（ドラム）元フォクシー・アイズ・ブギー・ベース

### 旧メンバー
- FIRE（ベース）元SUPER TRAPP・the MARCY BAND。2001年6月加入。2002年1月脱退。
- MARU（ベース）No'where・元IOLITE2002年1月正式加入。2007年10月離脱。
- TAIJI（ベース）元X～LOUDNESS、現D.T.R。2001年4月脱退。MARUの脱退を受け2007年10月より期間限定で復帰。2011年7月に死去。45歳没[1]。詳細は本人の項目を参照。

## ディスコグラフィ

### アルバム
- 1st Demonstration（2001年2月）
- MODERN SIDE（2002年10月23日）2枚同時発売
- TRADITIONAL SIDE（2002年10月23日）
- Cloud Nine（2003年11月27日）
- 疾風迅雷 QUICK AS LIGHTNING（2005年9月21日）
- 『疾風迅雷外伝』（2006年9月20日）

### DVD
- LOUD TRIANGLE（2004年7月15日）タワーレコード限定発売
- EL DORADO CLIPS episode1（2005年3月）ライブ会場・通信限定販売

### その他
- ラウドネストリビュート「Rock'n Roll Crazy Night」（2001年11月21日）
- 「STAND PROUD 3」（2002年11月21日）
- 「JAPANESE HEAVY METAL TRIBUTE 魂2」（2002年11月21日）